# NGC 2619
NGC 2619 é uma galáxia espiral barrada (SBbc) localizada na direcção da constelação de Cancer. Possui uma declinação de +28° 42' 18" e uma ascensão recta de 8 horas, 37 minutos e 32,6 segundos.
A galáxia NGC 2619 foi descoberta em 12 de Março de 1785 por William Herschel.